# لوري بارترام
لوري لي بارترام (16 مايو 1958 - 25 مايو، 2007)  ممثلة أمريكية وراقصة باليه اشتهرت بدورها في شخصية «بريندا» في فيلم يوم الجمعة 13 عام 1980.

## المهنة
كانت ممثلة وراقصة باليه، رقصت في سن مُبكر، ووصلت إلى أوبرا سانت لويس موني في عروض مع بالوت شتوتغارت وبولشوي باليه، من بين العديد من العروض الأخرى في سانت لويس ومن حولها. أشتهرت بدورها كمستشارة للمخيم (بريندا جونز) في الفيلم يوم الجمعة الثالث عشر، أدائها تم الإشادة به باعتبارها واحدة من أكثر الشخصيات «المُحببة» في الفيلم. كما ظهرت في أوبرا الصابون آخر عالم كشخصية متكررة الظهور (كارين كامبل)، كما في حلقتين من المسلسل التلفزيوني Emergency!. أخيرًا، ظهرت في فيلم الرعب The House of Seven Corpses عام 1974 و مثلت دور ديبي.
بعد يوم الجمعة الثالث عشر، قامت بارترام بتوجه إلى الإنتاج المسرحي المحلي وتصميماته، وصممت أزياء للعديد من الإنتاجات وقامت بأعمال صوتية للشركات المحلية بما في ذلك WSET في لينشبرج، فرجينيا. كما قامت بالعديد من الإعلانات التجارية المحلية واللوحات الإعلانية.

## الحياة الشخصية
بعد مغادرة صناعة الترفيه، قررت بارترام مواصلة التعليم، التحقت بكلية ليبرتي المعمدانية (الآن جامعة ليبرتي)، حيث التقت بزوجها المستقبلي، غريغوري مكولي. كان للزوجين خمسة أطفال،  لورين، سكوت، جوردن، فرانسيس، وإيزابيل، وجميعهم كانوا في المنزل. كانت بارترام تقيم في تاكوما بواشنطن، ولاحقًا في لينشبرج بولاية فرجينيا، حيث توفت هناك.

## الوفاة
توفيت بارترام من سرطان البنكرياس في 25 مايو 2007، بعد تسعة أيام من عيد ميلادها التاسع والأربعين. الفيلم الوثائقي اسمه كان جيسون: 30 عامًا من يوم الجمعة ، وقد تم تخصيص الثالث عشر لذكراها، بالإضافة إلى العديد من أعضاء طاقم العمل والمتوفين منهم.

## فيلموغرافيا
| عام       | عنوان                             | وظيفة       | ملاحظات           |
| --------- | --------------------------------- | ----------- | ----------------- |
| 1973      | Emergency                         | كارين / جيل | 2 حلقة            |
| 1974      | The House of Seven Corpses        | ديبي        |                   |
| 1978-1979 | عالم آخر (مسلسل تلفزيوني)         | كارين كامبل | مسلسلات تلفزيونية |
| 1980      | يوم الجمعة الثالث عشر (فيلم 1980) | بريندا جونز |                   |

## روابط خارجية
- لوري بارترام على موقع IMDb (الإنجليزية)
- لوري بارترام على موقع أول موفي (الإنجليزية)
- لوري بارترام على موقع قاعدة بيانات الأفلام السويدية (السويدية)
- لوري بارترام على موقع قاعدة بيانات الفيلم (الإنجليزية)
- لوري بارترام على موقع كينوبويسك (الروسية)

- لوري بارترام في قاعدة بيانات الأفلام على الإنترنت

- لوري بارترام على موقع فايند أغريف